# سیارک ۴۶۶۹
سیارک ۴۶۶۹ (به انگلیسی: 4669 Hoder، نامگذاری:1987UF1) چهار هزار و ششصد و شصت و نهمین سیارک کشف شده‌است که در ۲۷ اکتبر ۱۹۸۷ کشف شد.
قدر مطلق سیارک برابر ۱۳٫۷۰ است.